# The Wrong Girl (film 1915)
The Wrong Girl è un cortometraggio muto del 1915. Il nome del regista non viene riportato nei credit del film prodotto dalla Vitagraph e interpretato da Wally Van.

## Produzione
Il film fu prodotto dalla Vitagraph Company of America.

## Distribuzione
Distribuito dalla General Film Company, il film - un cortometraggio in due bobine - uscì nelle sale cinematografiche statunitensi il 9 febbraio 1915.